# Pelea obovata
Melicope obovata là một loài thực vật thuộc họ Rutaceae. Đây là loài đặc hữu của Hoa Kỳ.